# 東周の滅亡
周の滅亡（しゅうのめつぼう）は、秦が周を滅ぼした戦い。

## 歴史
周王室の力は衰微し、影響力はわずかに王畿（現在の洛陽附近）に限定されていた。ただでさえ衰えていた周王室であるが、末期には貞定王の末子掲（桓公）を始祖とする西周公（武公）とそこから分裂した東周君の勢力によって分裂していた。周王朝最後の王である赧王は西周の武公を頼って西周の河南（王城）に遷都した。周王室の領土は東西に分裂し、狭い範囲で互いに争い合う有様であった。
赧王の在位は59年に及んだが紀元前256年、西周は諸侯と通じて韓と交戦中の秦軍を妨害したため秦の将軍摎の攻撃を受けた。西周の文公（武公の子）は秦へおもむき謝罪しその領土を秦に献上した。このため赧王は秦の保護下に入ったがまもなく崩御し、程なくして西周の文公も死去した。西周の文公が死去すると、その民は堰を切ったように東周へ逃亡し、秦は九鼎と周王室の宝物を接収し、文公の子を移した。こうして、秦が王畿を占拠したことで、西周と周王室本家は滅亡することとなった。
その後も昭文君の東周は7年間存続したが、紀元前249年に秦の呂不韋によって攻め滅ぼされた。『史記』の秦本紀では昭文君は謀殺されたと伝えられているが、東周君に土地を与えて周の祭祀を続けさせたとも書かれており、この場合昭文君の子が封じられたと考えられる。

## 参考
- 佐藤信弥『周-理想化された古代王朝-』中公新書、2016年。ISBN 978-4-12-102396-4。